# 밤 (회고록)
《밤》(Night)은 엘리 비젤이 제2차 세계 대전 말기인 1944~1945년 나치 독일의 아우슈비츠와 부헨발트 강제 수용소에서 아버지와 함께 겪은 홀로코스트 체험을 바탕으로 쓴 1960년 회고록이다. 100여 페이지에 걸쳐 단편적이고 간결한 서술로, 비젤은 고향인 루마니아 시게트의 나치 설립 게토에서부터 여러 강제수용소를 거치며 겪은 경험을 통해 신앙의 상실과 인류에 대한 환멸감이 커져가는 과정을 기록했다. 수용소에서 아버지가 무기력한 상태로 쇠약해져 가는 동안 10대였던 비젤이 보호자가 되면서 일반적인 부모-자식 관계가 뒤바뀌게 된다. 아버지는 1945년 1월, 이질과 구타로 건강이 악화되어 화장터로 끌려갔는데, 당시 비젤은 자신도 맞을까 두려워 위층 침상에서 조용히 누워있을 수밖에 없었다. 이 회고록은 1945년 4월 미국 육군이 부헨발트를 해방시킨 직후에서 끝을 맺는다.
전쟁이 끝난 후 파리로 이주한 비젤은 1954년 자신의 경험을 담은 862페이지 분량의 이디시어 원고를 완성했고, 아르헨티나에서 245페이지 분량의 《그리고 세상은 침묵했다》(이디시어: Un di velt hot geshvign 운 디 벨트 호트 게시비긴)로 출간되었다. 소설가 프랑수아 모리아크의 도움으로 프랑스 출판사를 찾을 수 있었다. 미뉘 출판사는 1958년 178페이지 분량의 《라 뉘》(La Nuit)를 출간했고, 1960년 뉴욕의 힐 앤 왕 출판사는 116페이지 분량의 영어 번역본 《나이트》(Night)를 출간했다.
30개 언어로 번역된 이 책은 홀로코스트 문학의 초석 중 하나로 평가받는다. 《밤》이 얼마나 회고록적 성격을 지니는지는 여전히 불분명하다. 비젤은 이 책을 자신의 증언이라고 불렀지만, 학자들은 순수한 기록으로 접근하는 데 어려움을 겪어왔다. 문학평론가 루스 프랭클린은 이디시어 텍스트가 프랑스어로 다듬어지는 과정에서 분노에 찬 역사적 기록이 예술 작품으로 변모했다고 평했다.
《밤》은 《밤》, 《새벽》, 《낮》으로 이어지는 3부작의 첫 작품으로, 유대교 전통에서 하루의 시작을 해질녘으로 보는 것처럼 홀로코스트 동안과 그 이후 비젤이 어둠에서 빛으로 나아가는 과정을 보여준다. "《밤》에서 나는 사건의 종말, 최후를 보여주고 싶었다"라고 그는 말했다. "인간, 역사, 문학, 종교, 신, 모든 것이 끝났다. 아무것도 남지 않았다. 그러나 우리는 다시 밤으로부터 시작한다."

## 참고문헌
- Fine, Ellen S. (1982). 《Legacy of Night: The Literary Universe of Elie Wiesel》. New York: State University of New York Press. ISBN 9781438402796.
- Franklin, Ruth (2011). 《A Thousand Darknesses: Lies and Truth in Holocaust Fiction》. New York: Oxford University Press. ISBN 9780199779772.
- Sternlicht, Sanford V. (2003). 《Student Companion to Elie Wiesel》. New York: Greenwood Publishing Group.
- Wiesel, Elie (2010) [1995]. 《All Rivers Run to the Sea》. New York: Knopf Doubleday Publishing Group.